# Siójut megállóhely
Siójut megállóhely egy Somogy vármegyei vasúti megállóhely Siójut településen, a MÁV üzemeltetésében. A község lakott területének nyugati peremén helyezkedik el, közúti elérését a falu főutcájának számító 6403-as út felől egy önkormányzati út biztosítja.

## Vasútvonalak
A megállóhelyet az alábbi vasútvonalak érintik:
- Kaposvár–Siófok-vasútvonal

## Kapcsolódó állomások
A megállóhelyhez az alábbi állomások vannak a legközelebb:
- Sióvölgy megállóhely (Kaposvár–Siófok-vasútvonal)
- Ádánd vasútállomás (Kaposvár–Siófok-vasútvonal)

## Forgalom
| Járat        | Útvonal | Gyakoriság |
| ------------ | --- | ---------- |
| személyvonat | Siófok – Sióvölgy – Siójut – Ádánd – Som-Nagyberény – Daránypuszta – Bábonymegyer – Tab – Kapoly – Somogymeggyes – Karád – Andocs – Bonnya – Kisbárapáti – Felsőmocsolád – Mernye – Somodor – Somogyaszaló – Répáspuszta – Toponár – Kaposszentjakab – Kaposvár | Napi 3 pár |
| személyvonat | Siófok – Sióvölgy – Siójut – Ádánd – Som-Nagyberény – Daránypuszta – Bábonymegyer – Tab | Napi 1 pár |